# 奧托·威廉·馮·斯特魯維
奧托·威廉·馮·斯特魯維（德語：Otto Wilhelm von Struve，1819年5月7日—1905年4月14日），俄語名奧托·瓦西里耶維奇·斯特魯維（俄语：Отто Васильевич Струве），是一位俄羅斯帝國天文學家，波羅的海德國人。他和他的父親弗里德里希·馮·斯特魯維都是19世紀著名的天文學家，並且曾在1862年到1889年之間擔任普尔科沃天文台台長，同時也是俄羅斯科學院院士。

## 早年生活
奧托於1819年生於俄羅斯帝國統治的多爾帕特（Dorpat，今愛沙尼亞塔爾圖），是弗里德里希·馮·斯特魯維和第一任妻子 Emilie Wall （1796年－1834年）所生8個子女中的第3子。奧托於15歲就完成了當地文科中学的學業，但因為年齡過小無法進入大學就讀，但他仍獲准進入多爾帕特帝國大學旁聽，並於20歲完成所有大學課程。他在大學就讀期間同時也是父親在多爾帕特天文台的助手。他的大學學業於1839年結束後遷移到新成立於聖彼得堡附近的普爾科沃天文台，並成為台長（他的父親）的助手。因為他的初始天文觀測成果，他於1841年獲得了聖彼得堡大學頒發的天文學碩士學位。1842年他前往利佩茨克觀測日食，並於1843年獲得博士學位；同年並獲得俄國國籍。

## 科學工作

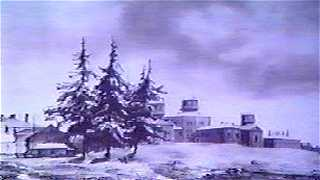
1839年的普爾科沃天文台。

1843年到1844年，奧托加入了在阿通納、格林尼治和普爾科沃之間基於大範圍地球表面使用精密計時器進行的經度量測。這個新開發的方式被俄羅斯帝國採用，而1844年起經度量測的起點並非塔爾圖天文台，而是普爾科沃天文台。1844年的大部分時間中奧托致力於研究太陽。他推斷太陽的頂點座標並認為太陽線速度是7.3 km/s。雖然這個值明顯小於1901年測定的正確值19.5 km/s，奧托在太陽速度小於其他恆星的這個結果仍是正確的。
奧托持續在他父親數個方面的工作上持續研究。尤其是他和父親一起編寫相當有名的普爾科沃星表，該星表包含了使用15英吋折射望遠鏡觀測的數千個雙星。普爾科沃天文台在1816到1852年之間完成了相當有名的經線弧大地三角測量（斯特鲁维测地弧）。這個測量範圍長達2820公里，北起挪威亨墨菲斯，南到黑海邊的 Staraya Nekrasovka，目的是為了得知地球的體積和形狀。1851年奧托觀測日食時，他下結論認為日冕和太陽表面的突出物和太陽有物理上的關係，並非當時大多數天文學家認為是一種光學現象。之後在1860年他提出太陽表面的突出物和閃焰有相當密切的關係。奧托也觀測了天王星的衛星（天衛一和天衛二，1851年）以及海王星的衛星。他也對土星環進行量測，並發現（和其他科學家同時進行）土星環的暗區。1861年奧托在提交給俄羅斯科學院的報告中支持並發展了威廉·赫歇爾的恆星形成自彌散物質的理論。1872年奧托策畫了對於當時新成立於較南方且天氣較適合天文觀測的塔什干天文台設備幫助。1874年他派出數個探險隊在東亞、高加索、波斯和埃及觀測金星凌日。1887年他派出數個團隊在俄羅斯境內觀測日食。在這些觀測行動中他以個人身分參加。1885年一台口徑30英吋的折射望遠鏡安裝於普爾科沃天文台，是當時世界上最大的望遠鏡（參見大型折射望遠鏡）。

## 行政職務

伊凡·克拉姆斯柯依繪於1866年的奧托的肖像。

大約1845年，奧托的父親停止大多數普爾科沃天文台的行政工作，專心於個人研究上。在這之後奧托就負責了天文台大部分工作，尤其是在1858年他的父親重病時。1862年他的父親退休，他接任台長直到1889年退休，共擔任27年台長。在1960年代中期奧托的健康惡化，但身體狀況並未像他和他的醫生期待的有好轉。但是他並沒有退休，而是在整個冬季時居住在義大利休養。
奧托在俄羅斯科學院一直是權威性人物，而他的任何請求，例如工作人員任命總是被准許的。首次被拒絕且讓他失望的一次是1887年沙皇亞歷山大三世拒絕他的退休請求，因為沙皇希望他任職到普爾科沃天文台成立50週年的1889年。 
在擔任台長的大多數時間中，普爾科沃天文台內的工作語言是德語，這是因為大多數工作人員是外國人。奧托的俄語能力相當有限，但他在任何可能的時候都會使用俄語。

## 訪問美國
奧托是斯特魯維家族中第一位前往美國訪問的科學家（1879: New York, Chicago and San Francisco）。這次訪問有數個目的，包含了向光學廠商克拉克父子光學望遠鏡公司訂購將用於普爾科沃天文台的30英吋望遠鏡，並且使俄羅斯和美國在19世紀的天文界成為長期夥伴關係。在這時候許多美國天文學家在普爾科沃天文台進行觀測，並且和俄羅斯科學家以信件交換觀測資料。因為奧托的推薦，兩位美國天文學家西蒙·紐康和阿薩夫·霍爾因此成為俄羅斯科學院外籍院士。

## 個人生活與晚年

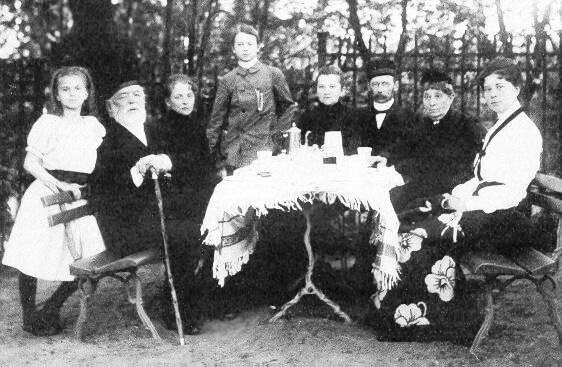
奧托（左起第二個）和他的家人。赫爾曼·斯特魯維是右起第三個。

奧托曾結婚兩次。第一次婚姻是和一位德裔女性 Emilie Dyrssen（1823年－1868年），兩人育有4子2女活到成年。第一任妻子去世後數年，奧托和 Emma Jankowsky（1839年－1920年）結婚並育有2女。奧托的兩個幼子赫爾曼·斯特魯維和路德維希·斯特魯維繼承了家族傳統並成為著名的天文學家。兩個較年長兒子分別是俄羅斯帝國財政部官員和地質學家。奧托於1889年退休後大多數時間都留在聖彼得堡整理觀測資料和維持學術研究，有時候到瑞士和義大利旅行。1895年在德國旅遊期間因為身體不適而留在德國，1905年在卡尔斯鲁厄逝世。

## 奖项和荣誉
奧托因為他在1840年出版的《The Determination of the Constant of Precession with respect to the Proper Motion of the Solar System》，於1850年獲得英國皇家天文學會金質獎章。他是瑞典皇家科学院院士。1852到1859年之間奧托是俄羅斯科學院成員，並於1856年獲選為該院院士。小行星768是用來表彰他和斯特魯維家族的另外兩位天文學家瓦西里·雅可夫列維奇·斯特魯維和赫爾曼·斯特魯維。月球上的斯特魯維環形山則是表彰他和家族中另兩位天文學家瓦西里·雅可夫列維奇·斯特魯維和奧托·斯特魯維。斯特鲁维测地弧於2005年獲選為世界遺產。

## 延伸閱讀
- Nyren, M. . Popular Astronomy. 1906, 14: 352–368. Bibcode:1906PA.....14..352N.